# Rejon saławatski
Rejon saławatski (ros. Салаватский район) - jeden z 54 rejonów w Baszkirii. Stolicą regionu jest Malojas.
27 590 osób to ludność wiejska a 469 osób to ludność miejska.